# Kevin Langeree
Kevin Langeree (Noordwijk, 21 juli 1988) is een Nederlandse professionele kitesurfer. Na driemaal als tweede te zijn geëindigd, veroverde hij eind 2009 voor het eerst de titel World champ PKRA in Nieuw-Caledonië. 